# Championnat du Ghana de football 1971
Navigation
Saison précédente Saison suivante
La saison 1971 du Championnat du Ghana de football est la treizième édition de la première division au Ghana, la Premier League. Les vingt meilleures équipes du pays sont regroupées au sein d'une poule unique où elles s'affrontent deux fois, à domicile et à l'extérieur. En fin de saison, pour permettre le passage à 12 équipes, les huit derniers du classement sont relégués en deuxième division.
C'est le club de Hearts of Oak SC qui est sacré cette saison après avoir terminé en tête du classement final, avec neuf points d'avance sur Brong Ahafo United et onze sur Eleven Wise. C'est le quatrième titre de champion du Ghana de l'histoire du club, le premier depuis neuf ans.

## Les clubs participants
| - Hearts of Oak SC - Great Olympics - Susu Biribi FC - Eastern Rovers - All Blacks FC - Mysterious Dwarfs - Sekondi Hasaacas - Eleven Wise - Akotex FC - Promu de D2 - Venomous Vipers - Promu de D2 | - Cornerstones Kumasi - Asante Kotoko - Brong Ahafo United - Bofoakwa Tano FC - Ho Mighty Eagles FC - Ho Sunset FC - Gbewaa FC - Panbros FC - Promu de D2 - Highlanders FC - Promu de D2 - Savannah Stars FC - Promu de D2 |

## Compétition
Le barème de points servant à établir le classement se décompose ainsi :
- Victoire : 2 points
- Match nul : 1 point
- Défaite : 0 point

### Classement
| Rang | Équipe              | Pts | J  | G  | N  | P  | Bp | Bc | Diff |
| ---- | ------------------- | --- | -- | -- | -- | -- | -- | -- | ---- |
| 1    | Hearts of Oak SC    | 60  | 37 | 26 | 8  | 3  | 66 | 27 | +39  |
| 2    | Brong Ahafo United  | 51  | 38 | 20 | 11 | 7  | 49 | 36 | +13  |
| 3    | Eleven Wise         | 49  | 37 | 20 | 9  | 8  | 66 | 22 | +44  |
| 4    | Cornerstones Kumasi | 48  | 36 | 18 | 12 | 6  | 50 | 29 | +21  |
| 5    | Akotex FCP          | 48  | 38 | 19 | 10 | 9  | 62 | 42 | +20  |
| 6    | Mysterious Dwarfs   | 43  | 35 | 16 | 11 | 8  | 46 | 31 | +15  |
| 7    | Asante Kotoko       | 40  | 29 | 18 | 4  | 7  | 59 | 34 | +25  |
| 8    | Sekondi Hasaacas    | 40  | 38 | 16 | 8  | 14 | 50 | 37 | +13  |
| 9    | Bofoakwa Tano FC    | 39  | 38 | 17 | 5  | 15 | 49 | 38 | +11  |
| 10   | Venomous VipersP    | 39  | 36 | 15 | 9  | 12 | 57 | 45 | +12  |
| 11   | Susu Biribi FC      | 38  | 38 | 15 | 8  | 15 | 50 | 47 | +3   |
| 12   | Great OlympicsT     | 37  | 34 | 13 | 11 | 10 | 58 | 38 | +20  |
| 13   | Panbros FCP         | 36  | 37 | 12 | 12 | 13 | 43 | 50 | -7   |
| 14   | Eastern Rovers      | 30  | 37 | 11 | 8  | 18 | 43 | 62 | -19  |
| 15   | All Blacks FC       | 26  | 38 | 8  | 10 | 20 | 48 | 58 | -10  |
| 16   | Highlanders FCP     | 26  | 37 | 8  | 10 | 19 | 40 | 53 | -13  |
| 17   | Gbewaa FC           | 25  | 37 | 9  | 7  | 21 | 35 | 75 | -40  |
| 18   | Savannah StarsP     | 23  | 36 | 8  | 7  | 21 | 41 | 58 | -17  |
| 19   | Ho Sunset FC        | 19  | 37 | 5  | 9  | 23 | 27 | 57 | -30  |
| 20   | Ho Mighty Eagles FC | 16  | 37 | 4  | 8  | 25 | 28 | 74 | -46  |

|  | Qualification pour la Coupe des clubs champions africains 1972 |
|  | Relégation directe en deuxième division                        |
|  | T : Tenant du titre P : Promu de deuxième division             |

## Bilan de la saison
| Championnat du Ghana de football 1971    |                             |
| Champion                                 | Hearts of Oak SC (4e titre) |
| Coupes et trophées                       |                             |
| Vainqueur de la Coupe du Ghana 1971      | Non disputée                |
| Qualifications continentales             |                             |
| Coupe des clubs champions africains 1972 | Hearts of Oak SC            |
| Promotions et relégations                |                             |
| Promus en Premier League                 | Aucun                       |
| Relégués en Second League                | Panbros FC                  |
| Relégués en Second League                | Eastern Rovers              |
| Relégués en Second League                | All Blacks FC               |
| Relégués en Second League                | Highlanders FC              |
| Relégués en Second League                | Gbewaa FC                   |
| Relégués en Second League                | Savannah Stars              |
| Relégués en Second League                | Ho Sunset FC                |
| Relégués en Second League                | Ho Mighty Eagles FC         |